# Thestus chassoti
Thestus chassoti là một loài bọ cánh cứng trong họ Cerambycidae.